# Luleå Energi
Luleå Energi AB är ett aktiebolag som levererar el och fjärrvärme till invånarna i Luleå kommun. Luleå Energi ägs till 100 % av kommunen genom Luleå Kommunföretag AB.
Företaget bildades 1971 som Luleå Energiverk AB och ägdes av Luleå kommun (70 %) och Vattenfall (30 %). Vattenfalls andelar i företaget köptes ut från och med 1 september 2009 för 312 miljoner kronor. Luleå Energi har flera dotterbolag: Luleå Energi Elnät Aktiebolag (ägt till 100 % av Luleå Energi AB), Bioenergi i Luleå Aktiebolag (ägt till 91 % av Luleå Energi och 9 % av SCA Skog AB), Lunet AB (ägs 50 % av Luleå Energi och 50 % av Lulebo AB) och Lulekraft AB (ägs till 50 % av Luleå Energi och 50 % av SSAB).